# Бачен
Бачен (тиб. སྦྲ་ཆེན་རྫོང་, Вайли:  sbra chen rdzong, кит. упр. 巴青县, пиньинь Bāqīng xiàn) — уезд в городском округе Нагчу, Тибетский автономный район, КНР.

## История
Уезд был создан в 1959 году

## География и климат
Площадь уезда составляет 10326 км². Среднегодовая температура воздуха −2 °C. Средняя температура января −12 °C, июля 10 °C. Осадков в среднем за год выпадает около 100 мм.

## Население
| Народность | Численность | Процентов |
| ---------- | ----------- | --------- |
| Тибетцы    | 35.691      | 99,43 %   |
| Китайцы    | 174         | 0,48 %    |
| Бай        | 11          | 0,03 %    |
| Прочие     | 19          | 0,05 %    |

## Административное деление
Уезд делится на 3 посёлка и 7 волостей:
- Посёлок Лхаси (拉西镇)
- Посёлок Я’нга (雅安镇)
- Посёлок Засиб (杂色镇)
- Волость Цзянмянь (江绵乡)
- Волость Бачен (巴青乡)
- Волость Гомри (贡日乡)
- Волость Марру (玛儒乡)
- Волость Аршог (阿秀乡)
- Волость Кангчен (岗切乡)
- Волость Пойнта (本塔乡)